# جورج وارويك سميث
جورج وارويك سميث (بالإنجليزية: George Warwick Smith)‏ هو موظف مدني أسترالي، ولد في 3 أكتوبر 1916 في شارترز تاور ‏ في أستراليا، وتوفي في 27 ديسمبر 1999 في سيدني في أستراليا.